# Minersville (Utah)
Pour les articles homonymes, voir Minersville.
Minersville est une municipalité américaine située dans le comté de Beaver dans l’État de l’Utah.

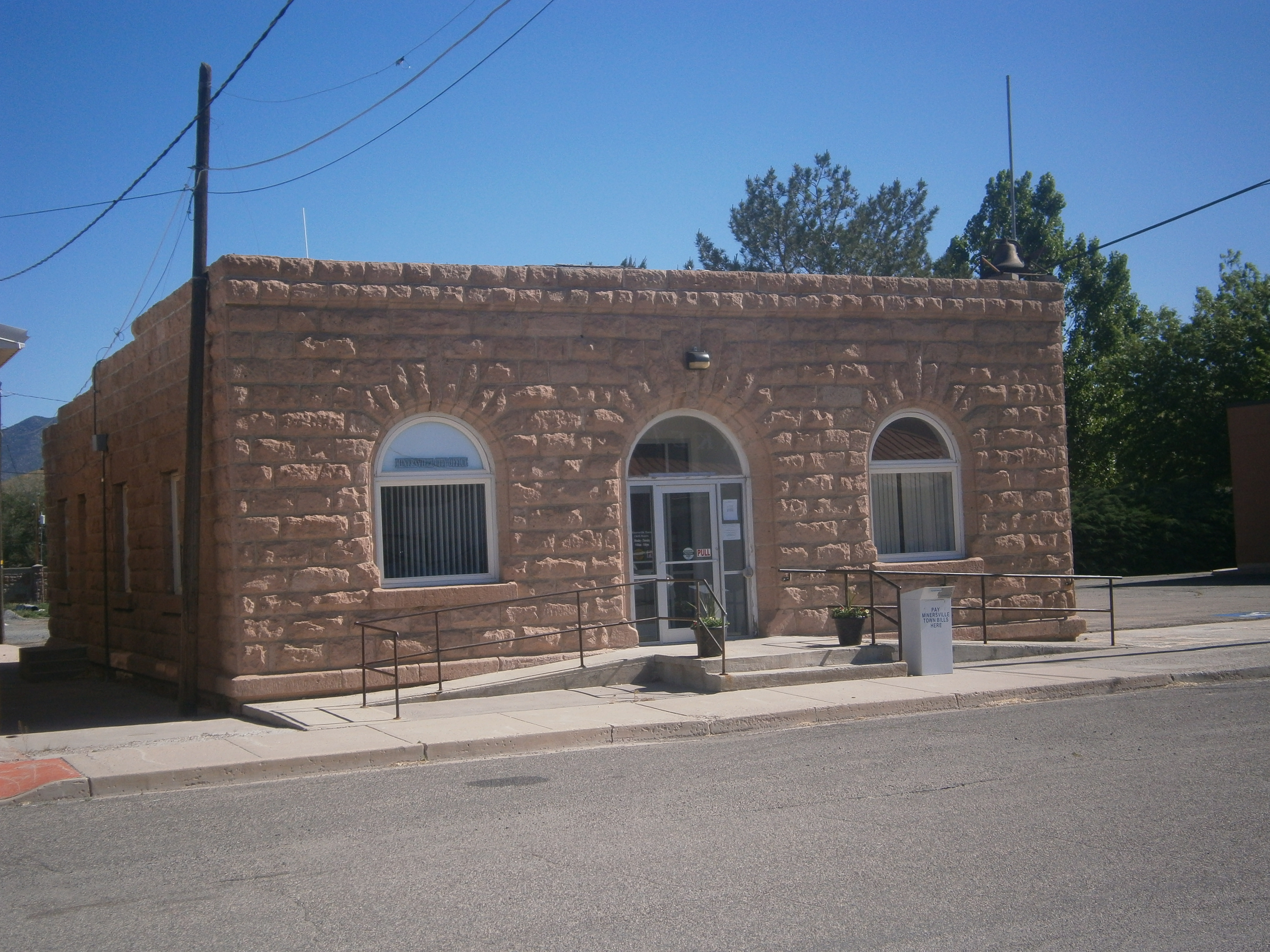
Mairie de Minerville

Lors du recensement de 2010, sa population est de 907 habitants. La municipalité s'étend alors sur une superficie de 0,64 milles carrés (1,66 km2).
Minersville est fondée au printemps 1859. Son nom serait un hommage aux mineurs qui travaillaient dans les différentes mines autour de la localité.